# Heckler & Koch HK33
Heckler & Koch HK33 je dalším rozpracováním útočné pušky Heckler & Koch G3. Jedná se o upravenou a vylehčenou modifikaci určenou především na export do zahraničí. Využívá stejného osvědčeného závěrového a spoušťového mechanizmu jako G3, liší se pouze jinou ráží a rozměry. Používaný náboj je 5,56 × 45 mm NATO. Zbraň je dokonale zpracována a dobře se s ní manipuluje. Možnost použití sklopné dvojnožky nebo optických mířidel.

## Varianty
- HK32 – experimentální varianta používající náboj 7,62 × 39 mm
- HK33A2 – varianta s pevnou pažbou
- HK33A3 – varianta s výsuvnou ramenní opěrkou
- HK33KA1 – zkrácená varianta s výsuvnou ramenní opěrkou
- HK53 – zkrácená verze, velikostí připomínající samopal MP5, používá náboj 5,56 × 45 mm NATO